# زانامیویر
زانامیویر (به انگلیسی: Zanamivir) دارویی است که برای درمان و جلوگیری از آنفلوآنزا ناشی از ویروس‌های آنفلوآنزا A و B استفاده می‌شود . این ماده یک مهارکننده نورامینیداز است.  هم اکنون این دارو توسط گلاکسواسمیت‌کلاین تحت نام تجاری رلنزا (Relenza) به عنوان پودر استنشاقی به بازار عرضه می‌شود.